# Contattista
Contattista è un termine col quale, in ufologia, si indica un soggetto che afferma di essere entrato in contatto con asserite intelligenze aliene.

## Descrizione
Il caso del contattista si differenzia da quello dell'"contattato", soprattutto del "rapito" (cioè chi si dichiara vittima di un presunto rapimento alieno), perché questi ultimi subiscono un'esperienza casuale non pianificata e perché i suoi contatti con i presunti alieni non avverrebbero in modo coatto ma consensuale e perché spesso egli si dichiara latore di un messaggio per l'umanità. L'asserita visita che il contattista compie a bordo di un oggetto non identificato è indicato con il termine "ride", che in lingua inglese significa letteralmente "passaggio", "corsa", o "giro". Generalmente, il contattista descrive questi esseri come di natura benevola.
Le affermazioni di numerosi contattisti comprendono anche una sorta di preavviso telepatico da parte delle creature extraterrestri. Gli incontri con gli alieni avvengono senza la presenza di altri testimoni e in luoghi appartati.
Il contattista, sovente, scrive libri su quanto afferma gli sia accaduto o fonda movimenti, anche religiosi, dichiarandosi una sorta di ambasciatore degli extraterrestri e portavoce di loro messaggi al mondo.
Fra i più celebri contattisti: Claude Vorilhon, sedicente ultimo messia o profeta e fondatore del Movimento Raeliano, George Adamski, Billy Meier, Carlos Diaz, Howard Menger, Fernando Sesma Manzano (protagonista di un presunto contatto con gli Ummiti), Elizabeth Klarer, Orfeo Angelucci, Riley Martin, Eugenio Siracusa, Giorgio Bongiovanni.
Jacques Vallée, ufologo, ha affermato che "nessun investigatore serio si è mai preoccupato delle affermazioni dei contattati".
Nessun contattista ha mai esibito prove dimostrabili dei propri asseriti incontri con forme di vita aliene. Inoltre, mentre i contattati cercano talvolta di dar credibilità ai propri racconti mediante elementi indiretti a supporto delle proprie tesi, i contattisti non invocano quasi mai testimonianze indipendenti o prove indiziarie su quanto riferiscono.